# ماندوچلو
ماندوچِلو (به انگلیسی: mandocello) (به ایتالیایی: mandoloncello, Liuto cantabile, liuto moderno) یک ساز زخمه‌ای از خانوادهٔ ماندولین است. این ساز از ماندولین بزرگ‌تر بوده و ساز باریتون خانوادهٔ ماندولین محسوب می‌شود. ماندوچلو دارای هشت سیم است که در چهار ردیف جفت‌شده تنظیم شده‌اند و سیم‌های هر ردیف به‌طور همصدا کوک می‌شوند. کوک کلی ردیف‌ها همانند پنجم درست در ماندولین است، اما از نت باس C (C2) شروع می‌شود. می‌توان گفت که ماندوچلو برای ماندولین، همان جایگاهی را دارد که ویولنسل برای ویولن دارد.

## ساختار
ساختار ماندوچلو مشابه ماندولین است: بدنهٔ ماندوچلو ممکن است با پشت کاسه‌ای شکل بر اساس طراحی‌های مدرسهٔ ویناچیا در قرن هجدهم ساخته شود، یا دارای پشت تخت (گنبدی شکل) باشد که مطابق طراحی‌های شرکت گیتار گیبسون در اوایل قرن بیستم در ایالات متحده محبوب شد. مقیاس طول ماندوچلو از ماندولین بیشتر است. نمونه‌های گیبسون دارای طول مقیاس ۲۴٫۷۵ اینچ (۶۲٫۸۷ سانتی‌متر) هستند، اما طراحی‌های پشت تخت با مقیاس‌های بسیار کوتاه‌تر یا بلندتر نیز ظاهر شده‌اند (۲۷ اینچ/۶۸٫۵۸ سانتی‌متر در برخی ماندوچلوهای وگا). سازهای کاسه‌ای ممکن است طول مقیاس کوتاه‌تری در حدود ۲۲٫۵ اینچ (حدود ۵۷ سانتی‌متر) داشته باشند.
ساختار داخلی نیز شباهت‌هایی با ماندولین دارد. ماندوچلوهای گیبسون معمولاً با یک پل افقی منفرد در قسمت بالای بدنه، درست زیر سوراخ صدای بیضی‌شکل ساخته می‌شدند. سازندگان مدرن از X-بریسینگ نیز استفاده می‌کنند.
همانند سایر سازهای خانوادهٔ ماندولین، ماندوچلوها ممکن است با سوراخ صدای بیضی‌شکل منفرد یا یک جفت سوراخ صدای F دیده شوند.
این سازها معمولاً بین ۱۸ تا ۲۲ پرده دارند؛ سازهای کاسه‌ای برای کنسرت ممکن است پرده‌های بیشتری داشته باشند که امکان نواختن نت‌های پیچیده و طولانی را فراهم می‌کند.

### چیدمان سیم‌ها
ماندوچلو معمولاً دارای چهار ردیف دو سیمی است. به دلیل ضخامت بالای سیم‌های ردیف پایین، برخی نوازندگان فولک ماندوچلو یکی از سیم‌های C را حذف می‌کنند تا از ایجاد صدای غیرطبیعی هنگام نواختن شدت جلوگیری شود یا از سیم‌های با ضخامت کمتر استفاده می‌کنند تا سیم‌های C با هم همصدا شوند.
برخی ماندوچلوها با ۱۰ سیم (پنج ردیف) ساخته می‌شوند که یک ردیف اضافی بالای اولین ردیف (با بیشترین نت) دارند. این سازها گاهی با عنوان لیوتو کانتابیله یا لیوتو مودرنو شناخته می‌شوند، اما از نظر فنی همچنان ماندوچلو محسوب می‌شوند و بسیاری از شرکت‌ها آنها را تولید می‌کنند.

## تاریخچه
مانند بسیاری دیگر از سازهای خانوادهٔ ماندولین، ماندوچلو نیز در اروپا پدید آمد. ماندولین‌ها از خانوادهٔ لوت در ایتالیا در طی قرن‌های ۱۷ و ۱۸ تکامل یافتند و ماندولین با پشت کاسه‌ای که به‌ویژه در ناپل تولید می‌شد، در قرن نوزدهم رایج شد. در دورهٔ باروک (۱۶۰۰–۱۷۵۰) بود که علاقه به ماندولین افزایش یافت و استفاده از آن در گروه‌های موسیقی بیشتر شد، که به‌نوبهٔ خود به توسعه و گسترش خانوادهٔ ماندولین کمک کرد.
نخستین شواهد مربوط به ماندولین‌های امروزی با سیم‌های فلزی، از ادبیات مربوط به نوازندگان برجستهٔ ایتالیایی به دست آمده است که در سراسر اروپا سفر کرده و تدریس می‌کردند و کنسرت برگزار می‌کردند. از جمله این نوازندگان می‌توان به گابریل لئونه، جیووانی باتیستا جرووازیو و پیئترو دنیس اشاره کرد که بین سال‌های ۱۷۵۰ تا ۱۸۱۰ به‌طور گسترده‌ای سفر کردند. این موارد به همراه سوابق مربوط به خانوادهٔ ویناچیا، سازندگان ساز در ناپل ایتالیا، باعث شده است موسیقی‌شناسان باور داشته باشند که خانوادهٔ ماندولین‌های مدرن با سیم‌های فلزی توسط خانوادهٔ ویناچیا در ناپل توسعه یافته‌اند.
گروه‌های موسیقی ماندولین در اواخر دورهٔ باروک محبوب بودند و در همین زمان تعدادی ساز جدید به این خانواده اضافه شدند، از جمله ماندولونه، یک ساز باس با پشت تخت که «بسیار بزرگ‌تر از لیوتو» و دارای «چهار سیم زخمه‌ای سنگین» بود که به ترتیب چهارم به A2-D3-G3-C4 کوک می‌شدند. این ساز احتمالاً پیشرو مستقیم ماندوچلو بوده است. محبوبیت گروه‌های ماندولین در اواخر دورهٔ کلاسیک موسیقی (۱۷۵۰–۱۸۲۵) کاهش یافت و پس از سال ۱۸۱۵، ماندولین بیشتر به‌عنوان یک ساز محلی شناخته شد و ماندولونه تقریباً ناپدید شد.
در همین دوران کاهش محبوبیت، پاسکواله ویناچیا (۱۸۰۶–۱۸۸۵) تغییراتی در سازی که خانواده‌اش نسل‌ها تولید می‌کردند ایجاد کرد و ماندولین ناپلی را خلق کرد.
در آن زمان ماندولین خارج از ایتالیا تقریباً فراموش شده بود، اما زمینه برای بازگشت آن فراهم شد و این بازگشت با نمایشگاه جهانی (۱۸۷۸) آغاز شد. ویناچیا چندین عضو خانوادهٔ ماندولین را مدرن کرد، رزونانس را بهبود بخشید، دامنه‌های صوتی را افزایش داد و ویژگی‌های جدیدی اضافه کرد. علاوه بر خلق ماندولین ناپلی در حدود سال ۱۸۳۵، او ماندولونه و سازهای مرتبط را که دامنهٔ محدودی داشتند و صدای آن‌ها بسیار آرام‌تر از ماندولین‌های زیر بود، بازطراحی کرد. ماندوچلوی ناپلی که او توسعه داد، دارای حجم بیشتر، دامنهٔ گسترده‌تر و توانایی جایگزینی مؤثر ماندولونه به‌عنوان ساز باس خانوادهٔ ماندولین بود.

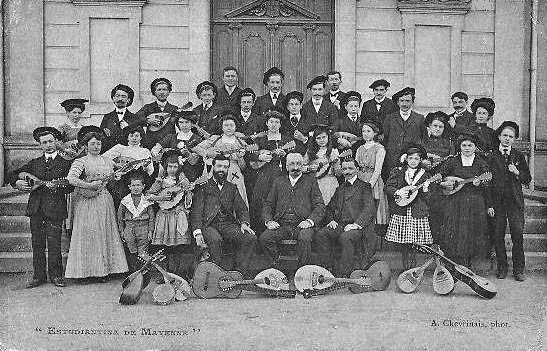
گروه ماندولین «استودیانتینا» در ماین، فرانسه، حوالی سال ۱۹۰۰، زمانی که ارکسترهای ماندولین در اوج محبوبیت بودند

با شروع نمایشگاه جهانی پاریس ۱۸۷۸، محبوبیت ماندولین دوباره افزایش یافت. به‌ویژه، گروه اسپانیایی استودیانتینا فیگارو، «انجمنی از معلمان و موسیقی‌دانان جوان … که در مادرید تشکیل شد و یک گروه باشکوه از گیتارها، باندوریاس و ویولن‌ها را ایجاد کرد»، توجه گسترده‌ای را به خود جلب کرد.
در دهه‌های ۱۸۸۰ و ۱۸۹۰، موجی از نوازندگان ماندولین ایتالیایی به اروپا سفر کردند و از میانهٔ دههٔ ۱۸۸۰ به ایالات متحده رفتند تا ساز خود را اجرا کرده و آموزش دهند. محبوبیت این ساز در دههٔ ۱۸۹۰ ادامه یافت و در «سال‌های اولیه قرن بیستم» به اوج خود رسید. هزاران نفر ماندولین را به‌عنوان یک سرگرمی پذیرفتند و این ساز به ابزاری برای طبقهٔ اشراف تبدیل شد، که توسط مردان و زنان جوان نواخته می‌شد. ارکسترهای ماندولین در سراسر جهان تشکیل شدند که از خانوادهٔ سازهای ماندولین—مانند ماندولین، ماندولا، ماندوچلو، و حتی ماندوباس—و همچنین گیتارها، کنترباس‌ها و زیترها استفاده می‌کردند.
در همین زمان، شرکت شرکت گیتار گیبسون شروع به ساخت ماندوچلوهایی در سبک ماندولین‌های خود با پشت و جلوی گنبدی کرد. این شرکت دست‌کم چهار مدل ماندوچلو بین سال‌های ۱۹۰۵ تا ۱۹۲۰ تولید کرد: K-1، K-2، K-4 و K-5. شرکت‌های سازندهٔ سازهای آمریکایی دیگر نیز ماندوچلو تولید کردند.
پس از دههٔ ۱۹۳۰، محبوبیت گروه‌های ماندولین بار دیگر کاهش یافت، اما نه به اندازهٔ قرن نوزدهم. تولید ماندولین ادامه یافت، اما تولید سایر اعضای این خانواده به‌شدت کاهش یافت، اگرچه—با احتمال استثنای ماندوباس—هرگز به‌طور کامل متوقف نشد.

## کوک و دامنه صوتی
معمولاً، جفت سیم‌های هر رشتهٔ مجاور دوبل شده و به یک بسامد کوک می‌شوند. کوک استاندارد ماندوچلو یعنی C2 C2•G2 G2•D3 D3•A3 A3 معادل با کوک ویولنسل است:
- چهارمین رشته (صدای بم): C2 (۶۵٫۴۰۶۴ هرتز)
- سومین رشته: G2 (۹۷٫۹۹۸۹ هرتز)
- دومین رشته: D3 (۱۴۶٫۸۳۲ هرتز)
- اولین رشته (صدای زیر): A3 (۲۲۰٫۰۰۰ هرتز)
به‌طور میانگین، دامنهٔ صوتی حدود سه و نیم اکتاو است، با این که دامنهٔ دقیق به تعداد پرده‌های موجود روی ساز بستگی دارد: از دو اکتاو پایین‌تر از دو تا D#5/Eb5 در اکتاو بالای وسط C (با ۱۸ پرده)، و تا A5 با ۲۴ پرده.
در سازهای ۱۰ سیمی/۵ رشته‌ای، یک جفت سیم اضافی که بالاتر از اولین رشته قرار دارد، به E4 E4 کوک می‌شود، که حدود نیم اکتاو یا بیشتر به دامنهٔ بالایی اضافه می‌کند تا E6.

## کاربرد

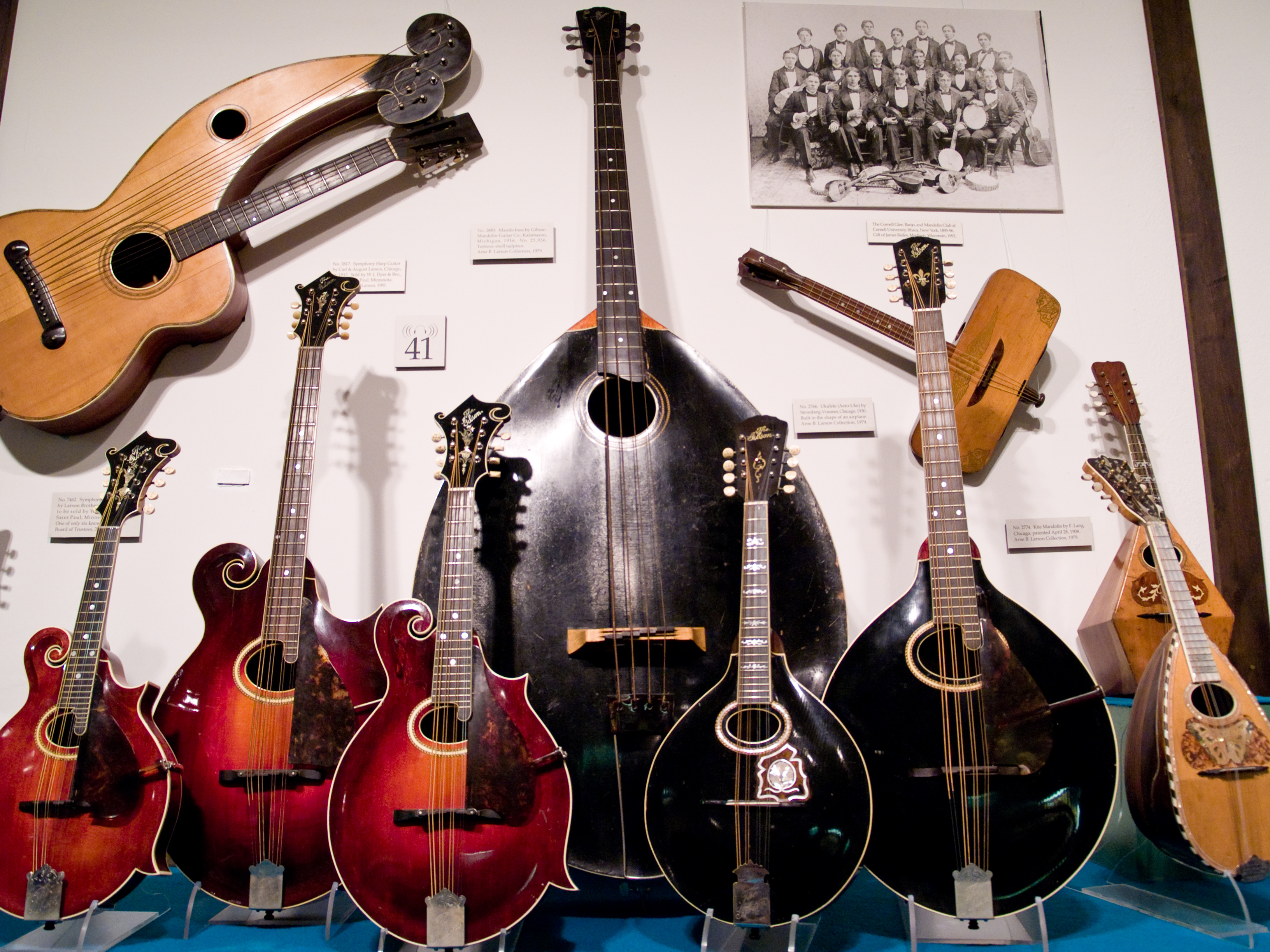
خانواده ماندولین شرکت گیتار گیبسون: ماندوچلو، ردیف جلویی، دوم از راست

ماندوچلوی پشت‌کاسه‌ای عمدتاً در ارکسترهای ماندولین و کوارتت‌های ماندولین استفاده می‌شود، جایی که نقشی مشابه ویولنسل در کوارتت‌های زهی آرشه‌ای ایفا می‌کند. این ساز گاه‌به‌گاه به‌عنوان سازی تک‌نوازی برای اجرای موسیقی کلاسیک، مانند کنسرتوها و آثار بدون همراهی که در اصل برای ویولنسل ساخته شده بودند، استفاده می‌شود. با این حال، برخی قطعات به‌طور خاص برای لیوتو کانتابیله توسط رافائله کالاسه ساخته شده‌اند که در اوایل قرن بیستم طرفدار این ساز بود. موسیقی‌های تک‌نوازی جدیدتر برای ماندوچلو در کنوانسیون انجمن ماندولین کلاسیک آمریکا در سال ۲۰۱۸ در سانتا روزا توسط دکتر جیمز ایمهوف ارائه شد. مقاله‌ای دربارهٔ این رویداد و نمونه‌هایی از موسیقی در مجله ماندولین CMSA آمده است. ایمهوف این ارائه‌ها را در رویدادهای بعدی CMSA نیز ادامه داد که شامل آهنگسازانی از بریتانیا، آلمان، استرالیا و ایالات متحده بود.
ماندوچلو همچنین نقشی در موسیقی فولک معاصر ایفا می‌کند، مانند موسیقی بلوگرس یا موسیقی کلتیک. در این زمینه، معمولاً از ماندوچلوهای با پشت صاف استفاده می‌شود. دامنه پایین ماندوچلو صدای درخشان و برجستهٔ ماندولین یا ماندولا را تولید نمی‌کند و استفاده از آن در این زمینه معمولاً توسط هنرمندان ماندولین از زمان بیل مونرو تحت‌الشعاع قرار گرفته است. این ساز تقویت‌شده به ندرت در گروه‌های موسیقی موسیقی راک مدرن استفاده شده است. ماندوچلوی پشت‌کاسه‌ای (ماندولنچلو) به‌طور سنتی برای موسیقی فولک ایتالیایی استفاده می‌شود.
مهم‌ترین نوازندهٔ ماندوچلو در تاریخ رافائله کالاسه بود که اولین کتاب روش‌کار مخصوص برای لیوتو کانتابیله نوشت و به نظر می‌رسد طراحی ساز را پس از معرفی احتمالی آن توسط خانواده ویناتچیا به کمال رساند. لوئیجی امبرگر نیز در پیشرفت طراحی این ساز در اواخر قرن ۱۹ و اوایل قرن ۲۰ سهم بسزایی داشت.

## بازتاب در موسیقی معاصر
هنرمندان برجسته‌ای که به‌طور تخصصی در اجرای ماندوچلو در آمریکا در قرن ۲۱ فعالیت دارند، تعداد کمی دارند و تنها تعداد محدودی از ضبط‌های معاصر به‌طور برجسته از این ساز استفاده می‌کنند. یکی از هنرمندان ماندوچلو آمریکایی، استنلی گرینتال، متخصص موسیقی بریتانی است و استاد Zouk Fest است. نوازندهٔ ماندولین رادیم زنکل نیز به‌خوبی برای اجراهای موسیقی فولک آمریکایی، ایتالیایی و سایر موسیقی‌های فولک اروپایی با ماندوچلو شناخته شده است. یکی از ضبط‌های اخیر با حضور هنرمندان ماندولین کارلو آونزو و دیوید گریزمن، ماندوچلوی زنکل را در آلبوم موسیقی فولک ایتالیایی "Traversata" منتشر شده توسط Acoustic Disc به نمایش گذاشته است. استیو نایتلی از گروه فولک-راک انگلیسی Show of Hands «چلو-ماندولین» می‌نوازد، اما ساز او به‌طور خاص به کوک GDAD تنظیم شده است که مشابه ماندولین اکتاو است. مایک مارشال، که بیشتر به خاطر همکاری‌های خود با دیوید گریزمن، دارول آنگر و کریس تلی شناخته می‌شود، به‌طور مکرر با ماندوچلو اجرا کرده و ضبط کرده است. رایان دلاهوسای از گروه راک آمریکایی Blue October در صحنه ماندوچلو می‌نوازد. ساز او مدل ایست‌وود Warren Ellis است که به شکل یک گیتار الکتریک طراحی شده است.

## استفاده‌های قابل توجه
استیو نایتلی، موسیقیدان و ترانه‌سرای فولک انگلیسی، ماندوچلو را به بخش مهمی از ترانه‌سرایی و صدای کلی خود تبدیل کرده است، به‌ویژه در گروه خود Show of Hands. نایتلی از سازهایی ساخته‌شده توسط دیوید و نیکلاس اودی در Devon، انگلستان استفاده می‌کند که به کوک GDAD تنظیم شده‌اند و این ساز را برای همراهی با آکوردهای قوی‌تر و همچنین نواختن آهنگ‌ها مؤثرتر می‌سازد. نایتلی همچنین گیتار، کواترو ماندولین و گیتار تنور می‌نوازد.
جف گودمن، موسیقیدان و آهنگساز اهل نیویورک، در آثار خود از گیتار و ماندوچلو استفاده می‌کند.
پترسون هود، رهبر گروه Drive-By Truckers، یک ماندوچلو از ساخت اسکات باکسندیل از Baxendale Guitars در آتن جورجیا می‌نوازد. باکسندیل از یک گیتار قدیمی هارمونی شروع کرده و آن را از کوک استاندارد شش‌سیمی به ماندوچلو تبدیل می‌کند.
برین هاوورث در آلبوم خود Let The Days Go By از ماندوچلو استفاده می‌کند.
جان ناگی و دیوید گریزمن در آلبوم Earth Opera تحت عنوان The Great American Eagle Tragedy ماندوچلو می‌نوازند.
مایک مارشال در آلبوم همکاری خود با ادگار مایر و بلا فلک به نام Uncommon Ritual ماندوچلو می‌نوازد و گهگاهی در اجراهای زنده آن را می‌نوازد (برای مثال، با دارول آنگر در ویولن).
ریک نیسلن از گروه Cheap Trick مجموعه‌ای از سازهای زهی دارد که شامل ماندوچلوهای الکتریکی سفارشی ساخته‌شده توسط همر گیتارز است. چنین سازی برای قطعهٔ عنوانی آلبوم پرآهنگ آن‌ها Heaven Tonight استفاده شده است، در حالی که آهنگ "Mandocello" که در آلبوم ابتدایی گروه منتشر شده است، از یک ماندوچلوی آکوستیک استاندارد استفاده کرده است. این آهنگ بعدها توسط Concrete Blonde پوشش داده شده و در آلبوم Still in Hollywood منتشر شد.
جاکو پاستوریوس، باس‌نواز ودر ریپورت، در آهنگ "Birdland" یک ماندوچلو اضافه کرده است.
ریچی سمبورا، گیتاریست بون جووی، در آهنگ "Lay Your Hands on Me" از آلبوم آکوستیک This Left Feels Right از ماندوچلو استفاده کرده است.
الیوت شارپ از ماندوچلو در تنظیم‌های آوانگارد و همچنین راک و بلوز مدرن استفاده کرده است، در آلبوم‌هایی مانند Revenge of the Stuttering Child توسط شاعر رانی سامک؛ با گروه بلوز معاصر Elliott Sharp’s Terraplane در آلبوم‌های Sky Road Songs، 4AM Always و Kick It Six؛ در دوئت با آکاردئون‌نواز ویلیام شیمل در Blues, Hues, and Views؛ و در آلبوم ماندوچلو تک‌نوازهٔ E# به نام Mandocello.